# جيف ستوري
جيف ستوري (بالإنجليزية: Geoff Storey)‏ هو لاعب اتحاد الرغبي أسترالي، ولد في 8 أغسطس 1904 في Strathfield, New South Wales ‏ في أستراليا، وتوفي في 1975.